# Châtillon-en-Michaille
Pour les articles homonymes, voir Châtillon.
Châtillon-en-Michaille est une ancienne commune française, située à l'est du département de l'Ain en Auvergne-Rhône-Alpes. Elle appartenait au canton de Bellegarde-sur-Valserine (dont elle fut autrefois le chef-lieu), dans l'arrondissement de Nantua. Le 1er janvier 2019, elle devient commune déléguée de Valserhône.
Les habitants de Châtillon-en-Michaille, sont les Chatillonnais et les Chatillonnaises. Ceux de Vouvray et Ochiaz s'appellent respectivement les Vouvraisans et les Ochiatus.

## Géographie

### Localisation
Châtillon-en-Michaille, en sus des hameaux Ardon et En Manant, regroupe aujourd'hui Vouvray et Ochiaz. Avant les années 1970, la commune Châtillon-en-Michaille s'appelait Châtillon-de-Michaille.

### Climat
Le climat y est de type montagnard.

## Urbanisme

### Voies de communication et transports
- La départementale RD 991 relie Vouvray-Ochiaz au centre de Châtillon-en-Michaille. Les départementales RD 101 et RD 1084 traversent la commune.
- Châtillon-en-Michaille disposait d'une gare ferroviaire située à environ un kilomètre de la ville. Cette situation lui fit perdre de l'importance par rapport à Bellegarde-sur-Valserine.

Il y avait également un tramway qui montait jusqu'à Forens (commune de Chézery-Forens).
La gare la plus proche est maintenant celle de Bellegarde-sur-Valserine.

## Toponymie
- Châtillon serait un dérivé, sans doute mérovingien, du bas latin castellum, diminutif de castrum, accompagné du suffixe -ionem. Castrum désigne d’abord tous les types de forteresse, depuis le simple donjon jusqu’à l’enceinte urbaine, puis se spécialise dans le sens de « château fort » et se réduit ensuite à celui de « grande maison de plaisance ».
- Ardon : du gaulois Aredunum "près de la forteresse".
- Vouvray : Vabero, ruisseau caché ou plus vraisemblablement de Vobero, au pied d'une forte pente. Toponymie à rapprocher des Veurey, Vourey, Vovray, Vouvry.

On retrouve le nom de Chatillon en 1793 mais durant la Révolution française, la commune prend temporairement le nom de Montrond.  Le bulletin des Lois de 1801 donne le nom de Châtillon-de-Michailles, puis de Châtillon-de-Michaille. C'est en 1973 que le nom de Châtillon-en-Michaille s'impose.

## Histoire
Ancienne paroisse (Ardunum, Ardintum oppidum, de Ardone) sous le vocable de saint Jean-Baptiste, aujourd'hui supprimée et qui comprenait comme annexes celles de Châtillon et de Vouvray. Le prieur de Nantua nommait à la cure. Ardon fut confirmé à ce monastère, qui y fonda un prieuré (prieuré d'Ardon) par bulle du pape Eugène III, datée du 9 février 1146.
De l'église et du prieuré il ne reste plus que le souvenir.
Au XIVe siècle, existait à Ardon une chapelle dite de Mussel. Par son testament du 31 août 1370, Jean de Châtillon, chevalier, seigneur de Mussel, lui légua un calice d'argent et sa patène.
Le 25 septembre 1929, le hameau du Ponthoud fut détaché de Vouvray à Bellegarde-sur-Valserine. La ville s'appelait Châtillon-de-Michaille jusqu'en 1973. À l'occasion de sa fusion avec les communes voisines d'Ochiaz et de Vouvray, elle prit son nom actuel.
En 2018, un projet de commune nouvelle entre Châtillon, Bellegarde-sur-Valserine et Lancrans se met en place. Les trois conseils municipaux adoptent le projet de la commune de Valserhône le 10 septembre 2018. Ceci est validé par arrêté préfectoral le 22 octobre 2018 pour une mise en place le 1er janvier 2019.

## Politique et administration

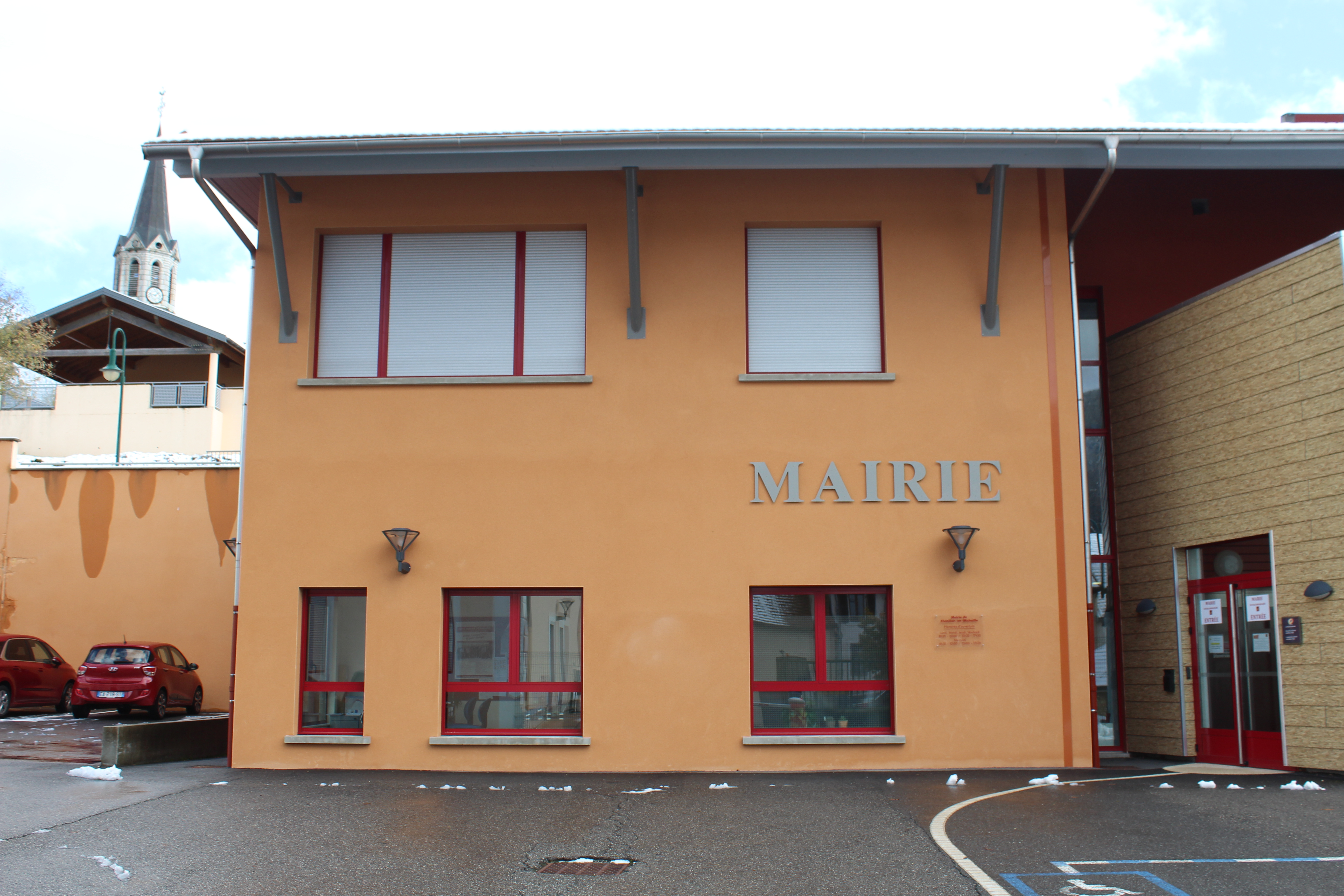
Mairie.

### Liste des maires
Les maires successifs de Châtillon-de-Michaille puis de Châtillon-en-Michaille sont listés ci-après.
| Période | Période  | Identité         | Étiquette | Qualité |
| ------- | -------- | ---------------- | --------- | ------- |
| 2019    | 2020     | Patrick Perréard |           |         |
| 2020    | En cours | Annick Ducrozet  |           |         |

## Population et société

### Démographie
La population de la commune s'est fortement accrue à la fin du XVIIIe siècle avant de se stabiliser au milieu du XIXe siècle. À partir des années 1880, la commune a perdu de nombreux habitants, atteignant son chiffre le plus bas en 1946, où le nombre d'habitants est encore plus faible qu'en 1793. Le babyboom, la vitalité économique des Trente Glorieuses, le rattachement des communes voisines de Vouvray et Ochiaz et plus récemment la proximité avec la Suisse ont engendré une hausse sans précédent de la population; celle-ci a été multiplié par 5 en 50 ans.
| 1793 | 1800  | 1806  | 1821  | 1831  | 1836  | 1841  | 1846  | 1851  |
| ---- | ----- | ----- | ----- | ----- | ----- | ----- | ----- | ----- |
| 965  | 1 270 | 1 088 | 1 302 | 1 453 | 1 436 | 1 451 | 1 465 | 1 472 |

| 1856  | 1861  | 1866  | 1872  | 1876  | 1881  | 1886  | 1891  | 1896  |
| ----- | ----- | ----- | ----- | ----- | ----- | ----- | ----- | ----- |
| 1 445 | 1 315 | 1 262 | 1 294 | 1 261 | 1 237 | 1 237 | 1 095 | 1 021 |

| 1901 | 1906 | 1911 | 1921 | 1926 | 1931 | 1936 | 1946 | 1954 |
| ---- | ---- | ---- | ---- | ---- | ---- | ---- | ---- | ---- |
| 973  | 968  | 944  | 824  | 780  | 715  | 686  | 571  | 821  |

| 1962 | 1968 | 1975  | 1982  | 1990  | 1999  | 2006  | 2011  | 2016  |
| ---- | ---- | ----- | ----- | ----- | ----- | ----- | ----- | ----- |
| 762  | 891  | 1 765 | 1 963 | 2 189 | 2 641 | 2 948 | 3 134 | 3 586 |

| 2018  | - | - | - | - | - | - | - | - |
| ----- | - | - | - | - | - | - | - | - |
| 3 923 | - | - | - | - | - | - | - | - |

### Enseignement
Il y a deux groupes scolaires dans la commune. Le premier est au centre de Châtillon où sont séparés la maternelle et l'école primaire. À Vouvray, le groupe scolaire qui a été inauguré en 2007 réunit les maternelles et les primaires.

### Manifestations culturelles et festivités
Une Bourse aux Vélos est tenue en avril par le Sou des Écoles de Vouvray-Ochiaz. On y vend et achète des vélos et rollers d'occasion.
Chaque année en mai est organisé le Comice Agricole de Vouvray par l'association La Renaissance.
Le foyer des associations de la commune est l'ancienne école de Vouvray, à l'entrée du village. Il remplace le foyer Mille Clubs, détruit en 2006 pour construire le groupe scolaire de Vouvray-Ochiaz.

### Sports
Plusieurs associations sportives sont présentes dans la commune.
Il y a de la gymnastique, de la pétanque, de la chasse, du cyclisme (La roue libre), du VTT (Michaille VTT Aventure), du football (Valserine F.C.), de la pêche, de l'aïkido, du body karaté, de la danse country (Western Valserine) et du tennis.

## Économie

### Entreprises de l'agglomération
Châtillon accueille des entreprises dans les hauts de Bellegarde tant sur ses zones communales que communautaires. La municipalité a développé une zone commerciale qui accueille de nombreuses enseignes telles que Bricomarché, Kiabi, Gifi, King Jouets, Mac DO, Gémo, Chausse expo, Lidl, la Halle aux vêtements et la Halle aux chaussures, etc.

## Culture locale et patrimoine

### Lieux et monuments

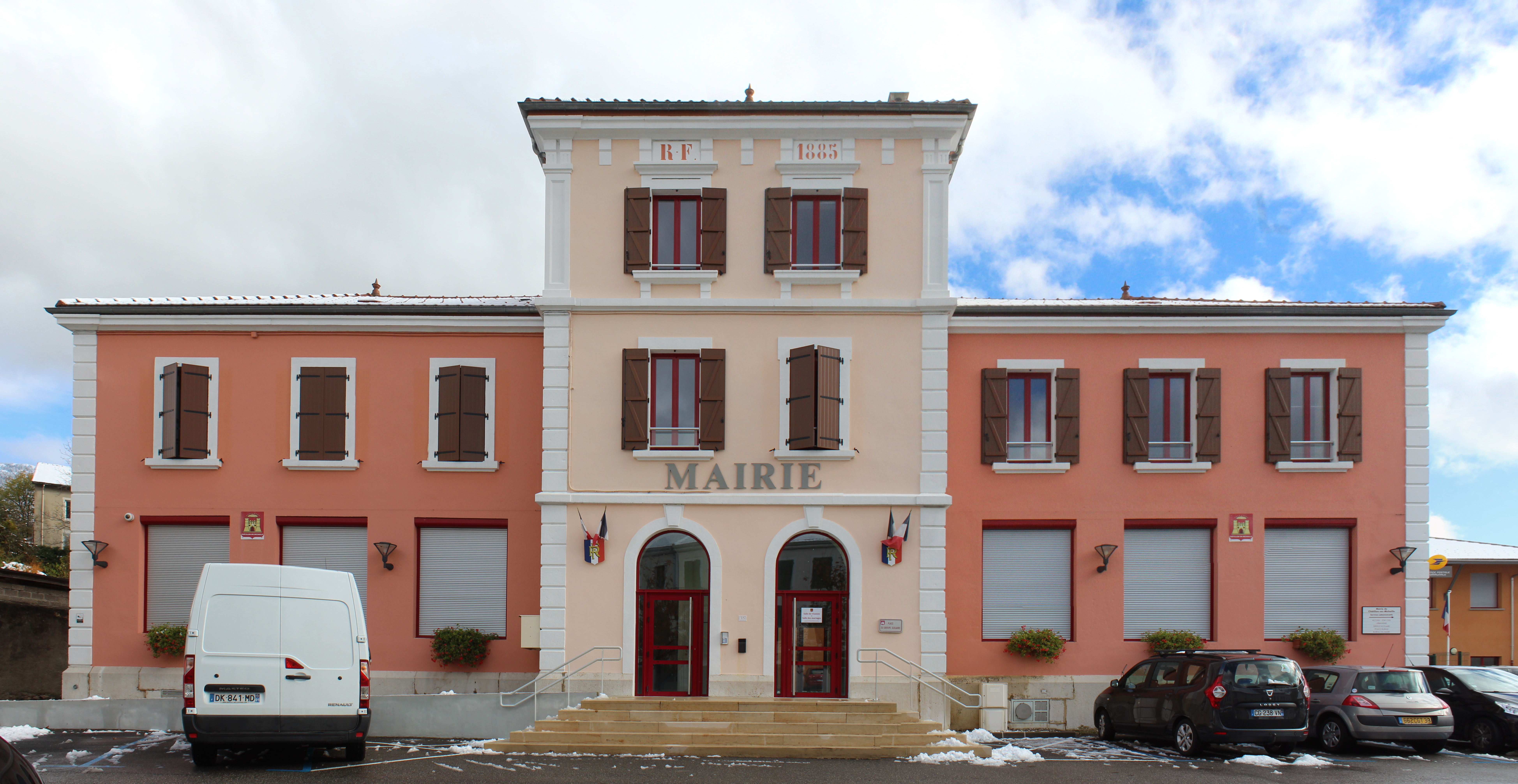
Ancienne mairie.

- Chapelle Saint-Michel, allée de la Chapelle d'Ardon.
- Église Saint-Étienne, rue Saint-Étienne d'Ochiaz.
- Église Saint-Jean-Baptiste, rue de l'Église de Châtillon-en-Michaille.
- Église Saint-Paul, rue de la Cure de Vouvray.
- Vestige d'un château des comtes de Genève cité au XIIe siècle. Il est aux seigneurs de Gex en 1260, aux Dauphins de Viennois en 1278, aux comtes de Savoie en 1355[10].
- Étang de Châtillon-en-Michaille.
- Plateau de Retord.

### Personnalités liées à la commune
- La famille Passerat, qui a donné deux officiers, un médecin et un député, trouve ses origines dans cette commune dès le XVe siècle.
- César Caire, avocat français né le 31 juillet 1861 à Châtillon-de-Michaille et mort le 30 septembre 1931 à Lyon (Rhône), fut président du Conseil municipal de Paris de 1921 à 1922.
- François Fériol, général de brigade de la Révolution française, né le 7 mai 1739 à Châtillon-de-Michaille et mort le 28 octobre 1813 à Aix-en-Provence (Bouches-du-Rhône).
- Paul Beynet, général de corps d'armée et Délégué général plénipotentiaire au Levant, est né à Châtillon en 1883.
- Joanny Rendu, médecin obstétricien né à Châtillon en 1851 et reconnu pour ses avancées dans la lutte contre les pandémies.

### Héraldique
| Blason de Châtillon-en-Michaille | Blason  | E pourpre au château de deux tours portillées, ouvert et ajouré du champ, surmonté d'une couronne comtale, le tout d'or. |
| Blason de Châtillon-en-Michaille | Détails | |